# 2019 au Chili
Cet article présente les faits marquants de l'année 2019 au Chili.

## Évènements
- À partir du 14 octobre : début des manifestations puis émeutes, qui feront au moins 13 morts, d'abord contre la montée du prix du ticket de métro de Santiago, puis pour un accès moins cher à la santé et à l'éducation, pour une nouvelle Constitution pour remplacer celle héritée d'Augusto Pinochet (les parties de la Constitution actuelle autorisant les privatisations massives étant considérées comme les plus problématiques), et contre les inégalités socio-économiques de manière générale.
- 19 octobre : le président chilien Sebastián Piñera déclare l'état d'urgence dans plusieurs zones pays, le couvre-feu dans les dix principales villes, et l'Armée chilienne est déployée dans les rues pour la première fois depuis la dictature militaire d'Augusto Pinochet.
- 25 octobre : des manifestations gigantesques ont lieu dans les grandes villes du Chili contre les inégalités économiques et pour la démission du président Piñera : dans la seule Santiago, 1 million 200 mille manifestants manifestants, selon les autorités[1] (sur une population chilienne totale de presque 18 millions d'habitants)
- 28 octobre : l'état d'urgence est levé et un tiers du gouvernement est remanié pour tenter de satisfaire les manifestants.